# Zeja (stad)
Zeja (Russisch: Зея) is een stad in de Russische oblast Amoer. De stad speelde een grote rol in de goudproductie van Rusland tot en met de jaren 30. Het bevolkingsaantal nam sindsdien enkel af maar kende een nieuwe opflakkering sinds de bouw van het Zejareservoir.
Bestuurlijk centrum: Blagovesjtsjensk

Belogorsk · Rajtsjichinsk · Sjimanovsk · Skovorodino · Svobodny · Tynda · Zavitinsk · Zeja